# Copa del Emperador 2025
La Copa del Emperador 2025 (en japonés: 天皇杯 JFA 第105回全日本サッカー選手権大会) es la 105.ª edición del torneo de fútbol más antiguo de Japón. Para la edición de 2025 el formato no presentó ningún cambio con respecto a la previa edición. Como fue usual los participantes fueron 88 (20 de la J1 League, los 20 de la J2 League, el mejor equipo amateur y los 47 ganadores de los torneos de prefecturas), Urawa Red Diamonds volverá a participar en la competición después de la suspensión de la temporada anterior, debido a que disputan el Copa Mundial de Clubes de la FIFA 2025 recibieron un "adiós" o clasificación automática hacía los octavos de final.
El campeón defensor es Vissel Kobe.

## Calendario
El calendario de la primera ronda hasta los cuartos de final fue anunciado el 4 de febrero de 2024.
| Ronda            | Fecha                           | Partidos | Equipos              | Equipos nuevos en la competición                                                         |
| ---------------- | ------------------------------- | -------- | -------------------- | ---------------------------------------------------------------------------------------- |
| Primera ronda    | 24–28 de mayo                   | 24       | 48 (47+1) → 24       | - 1 equipo amateur - 47 campeones de las ligas de Prefecturas.                           |
| Segunda ronda    | 11 de junio (18 de junio)       | 32       | 64 (24+20+19+1) → 32 | - 19 equipos de la J1 League 2024 - 20 equipos de la J2 League 2024 - 1 equipo designado |
| Tercera ronda    | 16 de julio (23 de julio)       | 16       | 32 → 16              |                                                                                          |
| Octavos de final | 8 de agosto (13 de agosto)      | 8        | 16 → 8               |                                                                                          |
| Cuartos de final | 27 de agosto (10 de septiembre) | 4        | 8 → 4                |                                                                                          |
| Semifinales      | 16 de noviembre                 | 2        | 4 → 2                |                                                                                          |
| Final            | 22 de noviembre                 | 1        | 2 → 1                |                                                                                          |

## Equipos participantes
| J1 League 2025 Todos los equipos se unen en la segunda ronda | J2 League 2025 del decimosegundo al decimoséptimo entran en la primera ronda. Los descendidos de la J1 League 2024 y del tercero al decimoprimero de la J2 League 2024 entran en la segunda ronda | Mejor equipo amateur Se unen en la primera ronda | Los 47 campeones de las ligas de prefecturas Todos los equipos se unen en la primera ronda | Los 47 campeones de las ligas de prefecturas Todos los equipos se unen en la primera ronda |
| - Albirex Niigata - Avispa Fukuoka - Cerezo Osaka - Consadole Sapporo - Júbilo Iwata - Gamba Osaka - Kashima Antlers - Kashiwa Reysol - Kawasaki Frontale - Kyoto Sanga - Machida Zelvia - Nagoya Grampus - Sagan Tosu - Sanfrecce Hiroshima - Shonan Bellmare - F. C. Tokio - Tokyo Verdy - Vissel Kobe - Yokohama F. Marinos | - Blaublitz Akita - Fagiano Okayama - Ehime - Fujieda MYFC - Iwaki FC - JEF United Chiba - Mito HollyHock - Montedio Yamagata - Kagoshima United - Oita Trinita - Renofa Yamaguchi FC - Roasso Kumamoto - Shimizu S-Pulse - Thespakusatsu Gunma - Tochigi SC - Tokushima Vortis - Yokohama FC - V-Varen Nagasaki - Vegalta Sendai - Ventforet Kofu | - Universidad de Toyo                            | - Hokkaidō: BTOP Hokkaido (Liga de Futbol de Hokkaido) (5) - Aomori: ReinMeer Aomori (Japan Football League) (4) - Iwate: Iwate Grulla Morioka (J3 League) (3) - Miyagi: Universidad de Sendai (Liga de Futbol Universitaria de Japón) - Akita: Universidad North Asia Liga de Futbol Universitaria de Japón - Yamagata: Oyama Segunda División de la Liga de Tohoku (6) - Fukushima: Fukushima United J3 League (3) - Ibaraki: Universidad de Tsukuba (Liga de Futbol Universitaria de Japón) - Tochigi: Tochigi SC J3 League (3) - Gunma: Thespa Gunma J3 League (3) - Saitama: Universidad Internacional de Tokio (Liga de Futbol Universitaria de Japón) - Chiba: Universidad de Juntendo (Liga de Futbol Universitaria de Japón) - Tokio: Universidad Hosei (Liga de Futbol Universitaria de Japón) - Kanagawa: SC Sagamihara J3 League (3) - Yamanashi: Universidad Yamanashi Gakuin Pegasus Liga de Futbol de Yamanashi (7) - Nagano: Matsumoto Yamaga J3 League (3) - Niigata: Universidad de Niigata Liga de Futbol de Honkishinetsu Div.1 (5) - Toyama: Toyama Shinjo Liga de Futbol de Honkishinetsu Div.1 (5) - Ishikawa: Zweigen Kanazawa J3 League (3) - Fukui: Fukui United Liga de Futbol de Honkishinetsu Div.1 (5) - Shizuoka: Honda FC Japan Football League (4) - Aichi: Universidad de Chukyo (Liga de Futbol Universitaria de Japón) - Mie: Veertien Mie Japan Football League (4) - Gifu: FC Gifu J3 League (3) - Shiga: Moriyama Samurai 2000 (5) - Kioto: Universidad Kyoto Sangyo (Liga Universitaria de Kansai) - Osaka: FC Osaka J3 League (3) - Hyōgo: Basara Hyogo Liga de futbol de Kansai (5) - Nara: Nara Club J3 League (3) - Wakayama: Arterivo Wakayama Liga de futbol de Kansai (5) - Tottori: Gainare Tottori J3 League (3) - Shimane: Belugarosso Iwami Liga de futbol de Chuugoku (5) - Okayama: International Pacific University Liga de futbol de Chuuoku (5) - Hiroshima: Fukuyama City Liga de futbol de Chuugoku (5) - Yamaguchi: Baleine Shimonoseki Liga de futbol de Chuugoku (5) - Kagawa: Kamatamare Sanuki J3 League (3) - Tokushima: FC Tokushima Liga de Futbol de Shikoku (5) - Ehime: Lvnirosso Liga de Futbol de Shikoku (5) - Kōchi: Kochi United J3 League (3) - Fukuoka: Giravanz Kitakyushu J3 League (3) - Saga: Brew Saga Liga de Futbol de Kyushu (5) - Nagasaki: Mitsubishi Nagasaki Liga de Futbol de Kyushu (5) - Kumamoto: Hirondelle Kumamoto Liga de Futbol de Kumamoto (7) - Ōita: Verspah Oita Japan Football League (4) - Miyazaki: Veroskronos Tsuno Liga de Futbol de Kyushu (5) - Kagoshima: Kagoshima United J3 League (3) - Okinawa: Okinawa J3 League (3) |                                                                                            |

## Ronda Preliminar
Como norma, sólo los clubes de las Ligas J1 y J2 se clasifican directamente para la primera ronda. Todos los equipos de divisiones inferiores (a partir de la J3 League) que quieran clasificarse para la Copa del Emperador (a excepción de los cabezas de serie de la JFA), tienen que someterse a una clasificación prefectural, con reglamentos y calendarios que varían de una asociación a otra. En total, hay 47 clasificaciones de copas prefecturales, y los ganadores de cada una de ellas se ganan el derecho a jugar en la Copa del Emperador, estando todos ellos asignados a comenzar la competición en la primera ronda.
| Equipo 1                             | Resultado    | Equipo 2                          |
| ------------------------------------ | ------------ | --------------------------------- |
| BTOP Hokkaido                        | 2–1          | Hokkaido Tokachi Sky Earth        |
| ReinMeer Aomori                      | 0–0 (6–5 p.) | Vanraure Hachinohe                |
| Iwate Grulla Morioka                 | 2–1          | Univ.Fuji                         |
| Univ.de Sendai                       | 3–1          | Cobaltore Onagawa                 |
| Univ.North Asia                      | 2–0          | Resaca Nishime                    |
| Oyama                                | 4–2          | Parafrente Yonezawa               |
| Fukushima United                     | 10–0         | Univ.Internacional Higashi Nippon |
| Univ.de Tsukuba                      | 1–0          | Univ.Ryutsu Keizai                |
| Tochigi                              | 2–0          | Tochigi City                      |
| Thespa Gunma                         | 6–0          | Univ.Jobu                         |
| Univ.Internacional de Tokyo          | 2–0          | Aventura Kawaguchi                |
| Univ.Juntendo                        | 1–1 (5–4 p.) | Briobecca Urayasu Ichikawa        |
| Univ.Hosei                           | 2–1          | Univ.Meiji                        |
| Sagamihara                           | 3–1          | YSCC Yokohama                     |
| Univ. Yamanashi Gakuin Pegasus       | 2–0          | Univ.Yamanashi Gakuin             |
| Univ.de Niigata de Salud y bienestar | 4–2          | Japan Soccer College              |
| Matsumoto Yamaga                     | 1–0          | Nagano Parceiro                   |
| Toyama Shinjo                        | 7–0          | Joganji Toyama                    |
| Zweigen Kanazawa                     | 3–0          | Kanazawa Gakuin University        |
| Fukui United                         | 6–0          | Sakai Phoenix                     |
| Moriyama Samurai 2000                | 1–0          | Viabenten Shiga                   |
| Honda FC                             | 2–1          | Gakunan F. Mosuperio              |
| Universidad de Chukyo                | 0–0 (4–3 p.) | Maruyasu Okazaki                  |
| Veertien Mie                         | 4–0          | Ise-Shima                         |
| Gifu                                 | 3–0          | Gifu Second                       |
| Univ.Kyoto Sangyo                    | 3–2          | Ococias Kyoto                     |
| Osaka                                | 2–1          | Tiamo Hirakata                    |
| Basara Hyogo                         | 2–2 (4–3 p.) | Cento Cuore Harima                |
| Nara Club                            | 2–0          | Asuka                             |
| Arterivo Wakayama                    | 8–0          | Nanki Orange Sunrise              |
| Gainare Tottori                      | 4–0          | Yonago Genki SC                   |
| Belugarosso Iwami                    | 3–0          | Shikou Club                       |
| Univ.internacional del Pacífico FC   | 2–1          | Mitsubishi Mizushima FC           |
| Fukuyama City                        | 4–0          | Univ.de Hiroshima                 |
| Baleine Shimonoseki                  | 3–0          | Boa Sorte Yamaguchi Ube           |
| Kamatamare Sanuki                    | 3–0          | Tadotsu                           |
| Tokushima                            | 7–1          | FC NJ                             |
| Lvnirosso NC                         | 4–1          | Univ.Ehime                        |
| Kochi United                         | 1–0          | KUFC Nankoku                      |
| Giravanz Kitakyushu                  | 2–1          | KMG Holdings                      |
| Brew Saga                            | 1–0          | Kawasoe Club                      |
| Mitsubishi Nagasaki                  | 4–0          | Togitsu                           |
| Hirondelle Kumamoto                  | 2–1          | FCK Marry Gold Kumamoto           |
| Verspah Oita                         | 1–1 (5–4 p.) | J-Lease FC                        |
| Veroskronos Tsuno                    | 2–0          | Tegevajaro Miyazaki               |
| Kagoshima United                     | 4–1          | NIFS Kanoya                       |
| Okinawa SV                           | 1–0          | Ryukyu                            |

## Primera ronda
Los equipos de menor división en la primera ronda fueron Yamanashi Gakuin Pegasus de la Yamanashi Football League y Hirondelle Kumamoto de la Kumamoto Football League, ambas correspondientes al séptimo nivel del futbol japonés.
| J2 League (2) | J3 League (3) | Japan Football League (4) | Ligas Regionales (primera división) (5) | Ligas Regionales (Segunda División) (6) | Ligas Prefecturales (7) | Ligas Universitarias (LUJ) | Total |
| ------------- | ------------- | ------------------------- | --------------------------------------- | --------------------------------------- | ----------------------- | -------------------------- | ----- |
| 6/6           | 14/14         | 6/6                       | 15/15                                   | 1/1                                     | 2/2                     | 10/10                      | 54/88 |

| 1; 24 de mayo | Brew Saga (5)                     | 2 - 1 | Hirondelle Kumamoto (7) | Estadio de Saga, Saga                                  |                                                        |
| 13:00         | Autogol 22' (a.g.) · Hiragata 66' |       | Morita 25'              | Asistencia: 235 espectadores Árbitro(s): Tatsuya Sakai | Asistencia: 235 espectadores Árbitro(s): Tatsuya Sakai |

| 2; 24 de mayo | Kamatamare Sanuki (3)                           | 2 - 2 (t. s.)(4 - 5 p.)    | Kochi United (3)                                  | Estadio Pikara, Marugame                                    |                                                             |
| 14:00         | Iwamoto 59' · Maekawa 116'                      |                            | Shintani 40' · Kozuki 108'                        | Asistencia: 658 espectadores Árbitro(s): Takamasa Funahashi | Asistencia: 658 espectadores Árbitro(s): Takamasa Funahashi |
|               |                                                 | Tiros desde el punto penal |                                                   |                                                             |                                                             |
|               | Maekawa · Iwagishi · Yosida · Uchida · Ibayashi |                            | Uchida · Kobayashi · Kanehara · Fukugawa · Sasaki |                                                             |                                                             |

| 3; 25 de mayo | Fukui United (5) | 1 - 0 | Honda FC (4) | Technoport Fukui Stadium, Sakai |                              |
| 13:00         | ? (A.G.)         |       |              | Asistencia: 548 espectadores    | Asistencia: 548 espectadores |

| 4; 25 de mayo | Fukuyama City (5)      | 2 - 1 | FC Tokushima (5) | Edion Peace Wing], Hiroshima                              |                                                           |
| 13:00         | Matsui 63' · Fujii 83' |       | Fujiwara 60'     | Asistencia: 869 espectadores Árbitro(s): Yusuke Kanabuchi | Asistencia: 869 espectadores Árbitro(s): Yusuke Kanabuchi |

| 5; 24 de mayo | Universidad de Sendai (LUJ)     | 2 - 4 | Universidad de Toyo (LUJ)                  | Miyagi Co-Op Megumin Soccer Field, Sendai                |                                                          |
| 13:00         | Asahi Komatsu 22' · ? 30' (A.G) |       | Hikaru 14', 40' · Okabe 15' · Miyamoto 45' | Asistencia: 205 espectadores Árbitro(s): Kiyoto Takeuchi | Asistencia: 205 espectadores Árbitro(s): Kiyoto Takeuchi |

| 6; 25 de mayo | Fukushima United (3)                                                                       | 9 - 1 | Universidad Internacional de Tokio (LUJ) | Estadio de Toho, Fukushima                                 |                                                            |
| 13:00         | Mori 12', 55' · Fujitani 25' · Higuchi 31', 46' · Nakamura 35' · Jojo 45' · Ishii 66', 83' |       | Furuya 15'                               | Asistencia: 633 espectadores Árbitro(s): Masaaki Hiratsuka | Asistencia: 633 espectadores Árbitro(s): Masaaki Hiratsuka |

| 7; 24 de mayo | Mito HollyHock (2) | 0 - 1 | SC Sagamihara (3) | K's Denki Stadium, Mito                                 |                                                         |
| 13:00         |                    |       | Muto 86'          | Asistencia: 1713 espectadores Árbitro(s): Takahito Seka | Asistencia: 1713 espectadores Árbitro(s): Takahito Seka |

| 8; 25 de mayo | ReinMeer Aomori (4)                                           | 5 - 0 | BTOP Hokkaido (5) | Prifooods Stadium, Hachinohe                           |                                                        |
| 13:00         | Arita 14', 64' · Nagashima 57'} · Nishisaka 85' · Saito 90+3' |       |                   | Asistencia: 292 espectadores Árbitro(s): Masakazu Kato | Asistencia: 292 espectadores Árbitro(s): Masakazu Kato |

| 9; 25 de mayo | Veertien Mie (4) | 1 - 0 | Yamanashi Gakuin University Pegasus (7) | Mie Suzuka Sports Garden, Suzuka                       |                                                        |
| 13:00         | Ito 72'          |       |                                         | Asistencia: 453 espectadores Árbitro(s): Satoshi Itaya | Asistencia: 453 espectadores Árbitro(s): Satoshi Itaya |

| 10; 25 de mayo | Imabari (2) | 0 - 2 | Kagoshima United (3)     | ASICS Satoyama Stadium, Imabari                          |                                                          |
| 13:00          |             |       | Nduka 79' · Kawamura 86' | Asistencia: 1 597 espectadores Árbitro(s): Shinya Sasaki | Asistencia: 1 597 espectadores Árbitro(s): Shinya Sasaki |

| 11; 25 de mayo | Thespa Gunma (3) | 1 - 0 | Universidad Hosei (LUJ) | Earth Care Gunma Shikishima Football Stadium, Maebashi  |                                                         |
| 13:00          | Takazawa 90+6'   |       |                         | Asistencia: 1264 espectadores Árbitro(s): Masaki Yamada | Asistencia: 1264 espectadores Árbitro(s): Masaki Yamada |

| 12; 25 de mayo | RB Omiya Ardija (2) | 0 - 1 | Universidad de Tsukuba (LUJ) | Estadio Omiya, Omiya-Ku, Saitama                           |                                                            |
| 14:00          |                     |       | Hiroi 40'                    | Asistencia: 4 826 espectadores Árbitro(s): Hirokazu Otsubo | Asistencia: 4 826 espectadores Árbitro(s): Hirokazu Otsubo |

| 13; 25 de mayo | Okinawa SV (4)                                         | 4 - 1 | Verspah Oita (4) | Estadio de Atletismo de Okinawa, Okinawa             |                                                      |
|                | Shimouchi 18' · Takashio 26' · Ueno 53' · Kawanaka 67' |       | Takayama 52'     | Asistencia: 290 espectadores Árbitro(s): Yuki Murata | Asistencia: 290 espectadores Árbitro(s): Yuki Murata |

| 14; 25 de mayo | Belugarosso Iwami (5) | 0 - 1 | Giravanz Kitakyushu (3) | Hamaya Park Football Field, Izumo                  |                                                    |
| 13:00          |                       |       | Yoshinaga 19'           | Asistencia: 679 espectadores Árbitro(s): Kota Sato | Asistencia: 679 espectadores Árbitro(s): Kota Sato |

| 15; 25 de mayo | Baleine Shimonoseki (5) | 2 - 1 (t. s.) | International Pacific University (5) | Saving Athletic Stadium, Shimonoseki                     |                                                          |
| 13:00          | Toda 64' · Kamimura 97' |               | Ono 25'                              | Asistencia: 712 espectadores Árbitro(s): Takao Nishiyama | Asistencia: 712 espectadores Árbitro(s): Takao Nishiyama |

| 16; 25 de mayo | FC Gifu (3)                       | 3 - 1 | Toyama Shinjo (5) | Shin-Nippon Gas Meadow, Gifu                      |                                                   |
| 13:00          | Aihara 31' · Kai 53' · Nozawa 85' |       | Matsuoka 88'      | Asistencia: 835 espectadores Árbitro(s): Yuta Oho | Asistencia: 835 espectadores Árbitro(s): Yuta Oho |

| 25 de mayo | Matsumoto Yamaga (3)      | 2 - 1 (t. s.) | FC Osaka (3) | Estadio de Matsumoto, Matsumoto                            |                                                            |
| 13:00      | Murakoshi 25' · Kikui 97' |               | Kawakami 71' | Asistencia: 3 560 espectadores Árbitro(s): Tomoki Nakayama | Asistencia: 3 560 espectadores Árbitro(s): Tomoki Nakayama |

| 18; 25 de mayo | Zweigen Kanazawa (3)                                                     | 6 - 0 | Universidad Chukyo (LUJ) | en:Kanazawa Stadium, Kanazawa                           |                                                         |
| 13:00          | Shinomiya 15' · Toshida 56', 71' · Miyazaki 57' · Otani 63' · Patric 86' |       |                          | Asistencia: 1 385 espectadores Árbitro(s): Yuki Nishida | Asistencia: 1 385 espectadores Árbitro(s): Yuki Nishida |

| 19; 25 de mayo | Oita Trinita (2)    | 2 - 0 | Lvnirosso (5) | Domo de Oita, Oita                                       |                                                          |
| 13:00          | Arima 17' · Isa 36' |       |               | Asistencia: 3 168 espectadores Árbitro(s): Hiromichi Oka | Asistencia: 3 168 espectadores Árbitro(s): Hiromichi Oka |

| 20; 25 de mayo | Arterivo Wakayama                              | 4 - 3 | Basara Hyogo (5)                              | Kimiidera Athletic Stadium, Wakayama                  |                                                       |
| 13:00          | Osako 15' · Shimotsuka 33' · Sugiura 67' · 80' |       | Igarashi 28' · Yeom Tae-hwan 53' · Mori 90+1' | Asistencia: 501 espectadores Árbitro(s): Fumiya Honda | Asistencia: 501 espectadores Árbitro(s): Fumiya Honda |

| 21; 24 de mayo | Universidad Kioto Sangyo (JUL)      | 3 - 1 | Moriyama Samurai 2000 (5) | Estadio Nishikyogoku, Kioto                             |                                                         |
| 13:00          | Nishikawa 61' · Ogura 70' · Ito 90' |       | Oshima 58'                | Asistencia: 549 espectadores Árbitro(s): Shungo Kikuchi | Asistencia: 549 espectadores Árbitro(s): Shungo Kikuchi |

| 22; 25 de mayo | Kataller Toyama (2)     | 2 - 1 | Universidad de Juntendo (JUL) | Takaoka Sports Core Football & Rugby Field, Takaoka        |                                                            |
| 13:00          | Usui 67' · Furukawa 70' |       | Oi 16'                        | Asistencia: 1 754 espectadores Árbitro(s): Kentaro Uematsu | Asistencia: 1 754 espectadores Árbitro(s): Kentaro Uematsu |

| 23; 24 de mayo | Nara Club (3)                                   | 3 - 1 (t. s.) | Niigata University Health & Welfare | Roth Field Nara, Nara                                      |                                                            |
| 13:00          | Nakashima 25' · Kawatani 105+2' · Tamura 120+1' |               | Takehara 75'                        | Asistencia: 360 espectadores Árbitro(s): Mutsuki Takahashi | Asistencia: 360 espectadores Árbitro(s): Mutsuki Takahashi |

| 24; 25 de mayo | Iwate Grulla Morioka (4)                                                               | 6 - 0 | North Asia University (LUJ) | Iwagin Stadium, Morioka                             |                                                     |
| 13:00          | Wada 9' · Won Tae-rang 36' · Matsumura 44' · Fujishima 55' · Yomesaka 71' · Sillas 75' |       |                             | Asistencia: 355 espectadores Árbitro(s): Ryu Mashio | Asistencia: 355 espectadores Árbitro(s): Ryu Mashio |

| 25; 24 de mayo | Tochigi SC (3)                                  | 5- 0 | Oyama SC (6) | Tochigi Green Stadium, Utsunomiya                     |                                                       |
| 13:00          | Hoshino 26', 43', 60' · Igarashi 59' · Mori 90' |      |              | Asistencia: 1 217 espectadores Árbitro(s): Kenshi Uda | Asistencia: 1 217 espectadores Árbitro(s): Kenshi Uda |

| 26; 24 de mayo | Ehime FC (2) | 1 - 0 | Mitsubishi Nagasaki (5) | Ningineer Stadium, Ehime                              |                                                       |
| 13:00          | Kubota 55'   |       |                         | Asistencia: 662 espectadores Árbitro(s): Ryo Munakata | Asistencia: 662 espectadores Árbitro(s): Ryo Munakata |

| 27; 25 de mayo | Veroskronos Tsuno (5)             | 2 - 1 | Gainare Tottori (3) | Ichigo Miyazaki Shintomi Football Stadium, Shintomi       |                                                           |
| 13:00          | Kanta Matsumoto 20' · Kammera 67' |       | Fukoin 76'          | Asistencia: 344 espectadores Árbitro(s): Takuya Kobayashi | Asistencia: 344 espectadores Árbitro(s): Takuya Kobayashi |

## Segunda ronda
| J1 League (1) | J2 League (2) | J3 League (3) | Japan Football League (4) | Ligas Regionales (Primera División). (5) | Ligas Universitarias (LUJ) | Total |
| ------------- | ------------- | ------------- | ------------------------- | ---------------------------------------- | -------------------------- | ----- |
| 19/20         | 17/20         | 11/14         | 4/7                       | 6/15                                     | 3/10                       | 60/88 |

Esta ronda contiene seis equipos de la primera división de las ligas regionales (Quinta División), Fukui United, Fukuyama City, Brew Saga, Baleine Shimonoseki, Arterivo Wakayama, y Veroskronos Tsuno. Los resultados más sorprendentes fueron la eliminación de Yokohama F Marinos a manos de ReinMeer Aomori (Equipo de cuarta división) y la de Kashiwa Reysol a manos de la Universidad de Tojo (Equipo de la liga Universitaria Japonesa).
|
| 28; 11 de junio | Vissel Kobe (1)                                               | 4 - 1 | Kochi United (3) | Estadio Noevir Kobe, Kobe                                  |                                                            |
| 19:00           | Park Se-gi 10' (a.g.) · Erik 50' · Tanabe (a.g.) · Hirose 84' |       | Miyoshi 75'      | Asistencia: 4 597 espectadores Árbitro(s): Akihiko Ikeuchi | Asistencia: 4 597 espectadores Árbitro(s): Akihiko Ikeuchi |

| 29; 11 de junio | Ventforet Kofu (2)        | 2 - 1 | Fukui United (5) | Estadio JIT Recycle Ink, Kofu                             |                                                           |
| 19:00           | Inoue 15' · Mitsuhira 62' |       | Takagai 65'      | Asistencia: 2 757 espectadores Árbitro(s): Tomohiro Inoue | Asistencia: 2 757 espectadores Árbitro(s): Tomohiro Inoue |

| 30; 11 de junio | Albirex Niigata (1) | 1 - 0 (t. s.) | Fukuyama City (5) | Estadio del Gran Cisne de Niigata, Niigata |                                |
| 19:00           | Kasai 108'          |               |                   | Asistencia: 5 653 espectadores             | Asistencia: 5 653 espectadores |

| 31; 11 de junio | Kashiwa Reysol (1) | 0 - 2 (t. s.) | Universidad de Toyo (LUJ)     | Estadio Sankyo Frontier Kashiwa, Kashiwa                 |                                                          |
| 19:00           |                    |               | Yamanouchi 107' · Yoda 120+1' | Asistencia: 3 052 espectadores Árbitro(s): Koji Takasaki | Asistencia: 3 052 espectadores Árbitro(s): Koji Takasaki |

| 32; 11 de junio | Kawasaki Frontale (1)                          | 4 - 3 | Fukushima United (3)              | Estadio Todoroki, Kawasaki                                   |                                                              |
| 19:00           | Yamada 29', 51' · Wakizaka 64' · Kobayashi 84' |       | Mori 9' · Yajima 89' · Kano 90+1' | Asistencia: 7 942 espectadores Árbitro(s): Yoshimi Yamashita | Asistencia: 7 942 espectadores Árbitro(s): Yoshimi Yamashita |

| 33; 11 de junio | Jubilo Iwata (2) | 1 - 2 | SC Sagamihara (3)                 | Estadio Yamaha, Iwata                                      |                                                            |
| 19:00           | Kawasaki 23'     |       | Takagi 61' · Rafael Furtado 90+4' | Asistencia: 3 569 espectadores Árbitro(s): Tetsuro Yoshida | Asistencia: 3 569 espectadores Árbitro(s): Tetsuro Yoshida |

| 34; 11 de junio | Yokohama F. Marinos (1) | 0 - 2 | ReinMeer Aomori                          | Estadio Mitsuzawa, Yokohama                             |                                                         |
| 19:00           |                         |       | Hirosue 36' (pen.) · Luiz Fernando 45+1' | Asistencia: 4 964 espectadores Árbitro(s): Shu Kawamata | Asistencia: 4 964 espectadores Árbitro(s): Shu Kawamata |

| 35; 11 de junio | Iwaki (2)    | 1 - 2 | Blaublitz Akita (2) | Hawaiians Stadium, Iwaki                                  |                                                           |
| 19:00           | Tanimura 85' |       | Sagawa 51', 54'     | Asistencia: 1 797 espectadores Árbitro(s): Hayato Shimizu | Asistencia: 1 797 espectadores Árbitro(s): Hayato Shimizu |

| 36; 18 de junio | Gamba Osaka (1)         | 2 - 1 | Veertien Mie | Panasonic Suita, Suita                                 |                                                        |
| 19:00           | Sasaki 58' · Hummet 67' |       | Otake 56'    | Asistencia: 6 165 espectadores Árbitro(s): Yusuke Arai | Asistencia: 6 165 espectadores Árbitro(s): Yusuke Arai |

| 37; 11 de junio | Montedio Yamagata (2)      | 2 - 1 | Kagoshima United | Estadio de Yamagata, Tendo                                |                                                           |
| 19:00           | Sakamoto 4' · Fujimoto 80' |       | Yonezawa 63'     | Asistencia: 2 758 espectadores Árbitro(s): Keisuke Nobori | Asistencia: 2 758 espectadores Árbitro(s): Keisuke Nobori |

| 38; 11 de junio | Kashima Antlers (1)                      | 4 - 0 | Thespa Gunma (3) | Kashima Soccer Stadium, Kashima                            |                                                            |
| 19:00           | Sehata 36' (a.g.) · Suzuki 50', 55', 86' |       |                  | Asistencia: 6 108 espectadores Árbitro(s): Hiroyuki Kimura | Asistencia: 6 108 espectadores Árbitro(s): Hiroyuki Kimura |

| 39; 11 de junio | V-Varen Nagasaki (2)       | 2 - 1 | Universidad de Tsukuba | Estadio de la Paz de Nagasaki, Nagasaki                    |                                                            |
| 19:00           | Kasayanagi 5' · Nagura 24' |       | Kobayashi 90+2'        | Asistencia: 5 204 espectadores Árbitro(s): Shuhei Ishimaru | Asistencia: 5 204 espectadores Árbitro(s): Shuhei Ishimaru |

| 40; 11 de junio | Avispa Fukuoka (1)            | 2 - 0 | Okinawa SV (4) | Best Denki Stadium, Fukuoka                                |                                                            |
| 19:00           | Maeda 65' · Numata 89' (a.g.) |       |                | Asistencia: 2 078 espectadores Árbitro(s): Keigo Sendaichi | Asistencia: 2 078 espectadores Árbitro(s): Keigo Sendaichi |

| 41; 11 de junio | Fagiano Okayama (1) | 0 - 2 | Giravanz Kitakyushu (3)    | Estadio City Light, Okayama                              |                                                          |
| 19:00           |                     |       | Kawabe 12' · Yoshihara 52' | Asistencia: 3 994 espectadores Árbitro(s): Daichi Shiino | Asistencia: 3 994 espectadores Árbitro(s): Daichi Shiino |

{{Partido
|competición        = 42
|local              = Sanfrecce Hiroshima (1)
|paíslocal          = 
|resultado          = 3 - 1
|visita             = Brew Saga (5)
|paísvisita         = 
|fecha              = 11 de junio
|hora               = 19:00
|estadio            = Fukuyama Tsuun Rose Stadium
|ciudad             = Fukuyama
|asistencia         = 3{{esd}942
|árbitro            = Futoshi Nakamura
|goleslocal         = Marcos Júnior  3',  33' 
 Maeda  81'
|golesvisita        = Ama  41'
|prórroga           = 
|reporte            =
}}
| 43; 11 de junio | Fujieda MYFC (2)  | 2 - 0 | Baleine Shimonaseki (5) | Fujieda Soccer Stadium, Fujieda                        |                                                        |
| 19:00           | Diamanka 63', 70' |       |                         | Asistencia: 810 espectadores Árbitro(s): Yosuke Kubota | Asistencia: 810 espectadores Árbitro(s): Yosuke Kubota |

| 44; 11 de junio | Shonan Bellmare (1)          | 2 - 0 | Gifu (3) | Estadio de Hiratsuka, Hiratsuka                           |                                                           |
| 19:00           | Suzuki 63' · Kim Min-tae 67' |       |          | Asistencia: 2 188 espectadores Árbitro(s): Yoshio Imamura | Asistencia: 2 188 espectadores Árbitro(s): Yoshio Imamura |

| 45; 11 de junio | Shimizu S-Pulse (1)                                   | 4 - 2 | Matsumoto Yamaga (3) | IAI Nihondaira Stadium, Shizuoka                         |                                                          |
| 19:00           | Nakahara 5' · Sumiyoshi 10' · Yajima 48' · Yumiba 77' |       | Ninomiya 45+1', 65'  | Asistencia: 4 582 espectadores Árbitro(s): Koki Nagamine | Asistencia: 4 582 espectadores Árbitro(s): Koki Nagamine |

| 46; 18 de junio | FC Tokyo (1)                 | 3 - 1 | Zweigen Kanazawa (3) | Estadio Ajinomoto, Chofu, Tokio                           |                                                           |
| 19:00           | Sato 32', 44' · Nagakura 85' |       | Murata 90'           | Asistencia: 5 651 espectadores Árbitro(s): Hayato Shimizu | Asistencia: 5 651 espectadores Árbitro(s): Hayato Shimizu |

| 47; 18 de junio | Hokkaido Consadole Sapporo (2)      | 2 - 2 (t. s.)(3 - 5 p.)    | Oita Trinita (2)                            | Domo de Sapporo, Sapporo                             |                                                      |
| 19:00           | Kido 24' · Izuma 28'                |                            | Satsukawa 39' · Utsumoto 90+5'              | Asistencia: 4 316 espectadores Árbitro(s): Koei Koya | Asistencia: 4 316 espectadores Árbitro(s): Koei Koya |
|                 |                                     | Tiros desde el punto penal |                                             |                                                      |                                                      |
|                 | Shirai · Takamine · Komada · Tanaka |                            | Isa · Amagasa · Ikeda · Utsumoto · Fujiwara |                                                      |                                                      |

| 48; 11 de junio | Cerezo Osaka (1)                                                                          | 5 - 0 | Arterivo Wakayama (5) | Yodoko Sakura Stadium, Osaka                           |                                                        |
| 19:00           | Vitor Bueno 31' · Thiago Andrade 50' · Rafael Ratao 64' · Noborizato 87' · Furuyama 90+1' |       |                       | Asistencia: 4 195 espectadores Árbitro(s): Yuzo Sutani | Asistencia: 4 195 espectadores Árbitro(s): Yuzo Sutani |

| 49; 11 De Junio | Tokushima Vortis (2)         | 2 - 1 | Renofa Yamaguchi (2) | Estadio Pocarisweat, Naruto                              |                                                          |
| 18:30           | Rio Hyeon 18' · Tsuboi 90+2' |       | Suenaga 58'          | Asistencia: 1 498 espectadores Árbitro(s): Hiromichi Oka | Asistencia: 1 498 espectadores Árbitro(s): Hiromichi Oka |

| 50; 11 de junio | Machida Zelvia (1)     | 2 - 1 | Universidad Kioto Sankyo (LUJ) | Estadio Machida GION, Machida                                |                                                              |
| 19:00           | Soma 86' · Fujio 90+2' |       | Hasegawa 50'                   | Asistencia: 1 704 espectadores Árbitro(s): Takafumi Mikuriya | Asistencia: 1 704 espectadores Árbitro(s): Takafumi Mikuriya |

| 51; 11 de junio | Vegalta Sendai (2) | 0 - 1 | Kataller Toyama (2) | Estado de Miyagi, Sendai |                        |
| 19:00           |                    |       | Takahashi 45+2'     | Árbitro(s): Reo Tanaka   | Árbitro(s): Reo Tanaka |

| 52; 11 De Junio | Kyoto Sanga (1) | 1 - 0 | Nara Club (3) | Sanga Stadiumby Kyocera, Kioto                            |                                                           |
| 19:00           | Fukuda 87'      |       |               | Asistencia: 3 774 espectadores Árbitro(s): Yudai Yamamoto | Asistencia: 3 774 espectadores Árbitro(s): Yudai Yamamoto |

| 53; 18 de junio | Yokohama FC (1)         | 2 - 1 | Iwate Grulla Morioka (3) | Estadio Mitsuzawa, Yokohama                                   |                                                               |
| 18:30           | Muroi 63' · Ogura 90+4' |       | Muta 70'                 | Asistencia: 1 557 espectadores Árbitro(s): Koichiro Fukushima | Asistencia: 1 557 espectadores Árbitro(s): Koichiro Fukushima |

| 54; 11 De Junio | Tokyo Verdy (1)                         | 3 - 1 | Tochigi SC (3) | Estadio Ajinomoto, Tokio                                |                                                         |
| 19:00           | Tsunashima 4' · Suzuki 44' · Yamami 50' |       | Takahashi 32'  | Asistencia: 2 726 espectadores Árbitro(s): Takuto Okabe | Asistencia: 2 726 espectadores Árbitro(s): Takuto Okabe |

| 55; 11 de junio | Sagan Tosu (2) | 1 - 0 | Ehime (2) | Ekimae Real Estate Stadium, Tosu                            |                                                             |
| 19:00           | Suzuki 69'     |       |           | Asistencia: 2 573 espectadores Árbitro(s): Yoshito Nakagawa | Asistencia: 2 573 espectadores Árbitro(s): Yoshito Nakagawa |

| 56; 11 de junio | Nagoya Grampus (1)                     | 3 - 0 | Veroskronos Tsuno (5) | Estadio Toyota, Toyota                                 |                                                        |
| 18:30           | Inagaki 47' · Hara 67' · Yamagishi 79' |       |                       | Asistencia: 4 248 espectadores Árbitro(s): Masuya Ueda | Asistencia: 4 248 espectadores Árbitro(s): Masuya Ueda |

| 57; 11 de junio | JEF United Chiba (2)                                              | 1 - 1 (4 - 5 p.)           | Roasso Kumamoto (2)                                      | Fukuda Denshi Arena, Chiba                              |                                                         |
| 19:00           | Goya 28'                                                          |                            | Yoshida 85' (a.g.)                                       | Asistencia: 3 953 espectadores Árbitro(s): Genki Tawara | Asistencia: 3 953 espectadores Árbitro(s): Genki Tawara |
|                 |                                                                   | Tiros desde el punto penal |                                                          |                                                         |                                                         |
|                 | Takahashi · Dudu · Kawano · Toriumi · Carlinhos Junior · Yokoyama |                            | Iwashita · Handai · Fujii · Shiohama · Konagaya · Toyoda |                                                         |                                                         |

## Tercera ronda
La tercera ronda contiene un equipo de Japan Football League y uno de las Ligas Universitarias Japonesas 
| J1 League (1) | J2 League (2) | J3 League (3) | Japan Football League (4) | Ligas Universitarias (LUJ) | Total |
| ------------- | ------------- | ------------- | ------------------------- | -------------------------- | ----- |
| 16/20         | 10/20         | 2/14          | 1/7                       | 1/10                       | 60/88 |

| 58; 16 de julio | Ventforet Kofu (2) | 1 - 2 (t. s.) | Vissel Kobe (1)    | JIT Recycle Ink Stadium, Kofu |  |
| 19:00           | Naito 58'          |               | Iwanami 90+4', 97' |                               |  |

| 59; 16 de julio | Albirex Niigata (1) | 1 - 2 | Universidad de Toyo (LUJ)    | Estadio Del Gran Cisne de Niigata, Niigata |  |
| 19:00           | Hashimoto 49'       |       | Murakami 45+2' · Yunomae 57' |                                            |  |

| 60; 16 de julio | Kawasaki Frontale (1)               | 0 - 0 (1 - 3 p.)           | SC Sagamihara (3)                        | Estadio Todoroki, Kawasaki |  |
| 19:00           |                                     |                            |                                          |                            |  |
|                 |                                     | Tiros desde el punto penal |                                          |                            |  |
|                 | Kawahara · Yamamoto · Kanda · Ozeki |                            | Muto · Pytlik · Takeuchi · Kato · Takano |                            |  |

| 61; 16 de julio | ReinMeer Aomori (4) | 1 - 2 | Blaublitz Akita (2) | Prifoods Stadium, Hachinohe |  |
| 19:00           | Hirosue 33' (Pen.)  |       | Sagawa 9', 41'      |                             |  |

| 62; 16 de julio | Montedio Yamagata (2)                       | 4 - 4 (t. s.)(4 - 3 p.)    | Gamba Osaka (1)                                  | Estadio de Yamagata, Yamagata |  |
| 19:00           | Kida 21', 31' · Takahashi 79' · Yoshio 117' |                            | Jebali 40', 74' · Kurokawa 60' · Nakatani 120+3' |                               |  |
|                 |                                             | Tiros desde el punto penal |                                                  |                               |  |
|                 | Takahashi · Sakamoto · Yoshio · Abe         |                            | Usami · Welton · Jebali · Kishimoto · Mitsuta    |                               |  |

| 63; 16 de julio | V-Varen Nagasaki (2)  | 2 - 1 | Kashima Antlers (1) | Peace Stadium Connected by SoftBank, Nagasaki |  |
| 19:00           | Cavric 9' · Ogawa 53' |       | Yamasaki 58'        |                                               |  |

| 64; 16 de julio | Avispa Fukuoka (1)                                 | 0 - 0 (4 - 2 p.)           | Giravanz Kitakyushu (3)                | Estadio de Hakatanomori, Fukuoka |  |
| 19:00           |                                                    |                            |                                        |                                  |  |
|                 |                                                    | Tiros desde el punto penal |                                        |                                  |  |
|                 | Kanamori · Nassim · Matsuoka · Hashiomoto · Zahedi |                            | Watanabe · Tsubogo · Tsujioka · Kiyama |                                  |  |

| 65; 16 de julio | Sanfrecce Hiroshima (1)                                          | 5 - 2 | Fujieda MYFC (2)                 | Fujieda Soccer Stadium, Fujieda |  |
| 19:00           | Kato 20' · Maeda 38' · Nakamura 54' · Nakano 67' · Kinoshita 72' |       | Asakura 15' · Autogol (a.g.) 44' |                                 |  |

| 66; 16 de julio | Shonan Bellmare (1) | 0 - 1 | Shimizu S-Pulse (1)   | Estadio de Hiratsuka, Hiratsuka |  |
| 19:00           |                     |       | Douglas Tanque 105+1' |                                 |  |

| 67; 16 de julio | FC Tokyo (1)                     | 2 - 0 | Oita Trinita (2) | Estadio de Ajinomoto, Chofu, Tokio |  |
| 19:00           | Nagakura 19' (pen.) · Kozumi 33' |       |                  |                                    |  |

| 68; 16 de julio | Cerezo Osaka (1)                 | 2 - 0 | Tokushima Vortis (2) | Estadio Kincho, Osaka |  |
| 19:00           | Fernandes 61' · Rafael Ratao 87' |       |                      |                       |  |

| 69; 16 de julio | Kataller Toyama (2) | 1 - 2 | Machida Zelvia (1)          | Estadio de Toyama, Toyama |  |
| 19:00           | Take 45+1'          |       | Nishimura 20' · Okamura 73' |                           |  |

| 70; 16 de julio | Kyoto Sanga (1)                                | 3 - 3 (t. s.)(4 - 3 p.)    | Yokohama FC (1)                                     | Sanga Stadium by Kyocera, Kioto |  |
| 19:00           | Rafael Elias 80' · Nakano 107' · Ota 119'      |                            | Suzuki 60' · Ito 92' · Sakuragawa 100'              |                                 |  |
|                 |                                                | Tiros desde el punto penal |                                                     |                                 |  |
|                 | Rafael Elias · Fukuda · Yamada · Souza · Sugai |                            | Yamada · Ito · Joao Paulo · Fukumori · Kaili Shimbo |                                 |  |

| 71; 16 de julio | Sagan Tosu (2) | 0 - 1 | Tokyo Verdy (1) | Estadio de Tosu, Tosu |  |
| 19:00           |                |       | Someno 69'      |                       |  |

| 72; 16 de julio | Roasso Kumamoto (2) | 1 - 2 | Nagoya Grampus (1)     | Estadio Egao Kenko, Kumamoto |  |
| 19:00           | Osaki 74'           |       | Junker 39' · Asano 85' |                              |  |

## Octavos de final
Los octavos de final contienen un equipo de las Ligas Universitarias Japonesas.
| J1 League (1) | J2 League (2) | J3 League (3) | Ligas Universitarias (LUJ) | Total |
| ------------- | ------------- | ------------- | -------------------------- | ----- |
| 12/20         | 2/20          | 1/14          | 1/10                       | 16/88 |

| 73; 6 de agosto | Vissel Kobe (1)            | 2 - 1 (t. s.) | Universidad de Toyo (LUJ) | Estadio Noevir Kobe, Kobe |  |
| 19:00           | Ide 13' · Miyashiro 120+3' |               | Yumomae 36'               |                           |  |

| 74; 6 de agosto | SC Sagamihara (3)      | 2 - 1 (t. s.) | Blaublitz Akita (2) | Estadio de Hiratsuka, Hiratsuka |  |
| 19:00           | Takagi 34' · Kato 120' |               | Sato 85'            |                                 |  |

| 75; 6 de agosto | Montedio Yamagata (2) | 1 - 2 | Urawa Red Diamonds (1)  | Estadio de Yamagata Tendo, Yamagata |  |
| 19:00           | Kokubo 10'            |       | Kaneko 61' · Komori 85' |                                     |  |

| 76; 6 de agosto | Kashima Antlers (1)                   | 3 - 2 (t. s.) | Avispa Fukuoka (1)           | Estadio de Kashima, Kashima |  |
| 19:00           | Cavric 13' · Chinen 52' · Suzuki 116' |               | Maejima 45+2' · Zahedi 90+3' |                             |  |

| 77; 6 de agosto | Sanfrecce Hiroshima (1)                    | 3 - 0 | Shimizu S-Pulse (1) | Estadio Ala de la Paz de Hiroshima, Hiroshima |  |
| 18:30           | Maeda 45+1' · Nakamura 59' · Kinoshita 75' |       |                     |                                               |  |

| 78; 6 de agosto | Cerezo Osaka (1) | 1 - 2 | FC Tokyo (1)                | Estadio Yodoko Sakura, Osaka |  |
| 18:30           | Kagawa 60'       |       | Nakagawa 55' · Nagakura 79' |                              |  |

| 79; 6 de agosto | Machida Zelvia (1) | 1 - 0 | Kyoto Sanga (1) | Machida, Estadio Machida GION |  |
| 18:30           | Fujio 59'          |       |                 |                               |  |

| 80; 13 de agosto | Tokyo Verdy (1) | 1 - 2 | Nagoya Grampus (1)              | Estadio Ajinomoto, Tokio |  |
| 19:00            | Arai 12'        |       | Uchida 26' · Inagaki 81' (pen.) |                          |  |

## Cuartos de final
Los cuartosde final contienen un equipo de la J League.
| J1 League (1) | J3 League (3) | Total |
| ------------- | ------------- | ----- |
| 7/20          | 1/14          | 8/88  |

| 81; 27 de Agosto | Vissel Kobe (1) | VS. | SC Sagamihara (3) | Estadio Noevir, Kobe |  |

| 82; 27 de Agosto | Urawa Red Diamonds (1) | VS. | Kashima Antlers (1) | Saitama Stadium 2002, Saitama |  |

| 83; 27 de Agosto | Sanfrecce Hiroshima (1) | VS. | FC Tokyo (1) | Estadio EDION Peace Wing, Hiroshima |  |

| 84; 27 de Agosto | Machida Zelvia (1) | VS. | Nagoya Grampus (1) | Estadio Machida GION, Machida |  |